# Uenopark

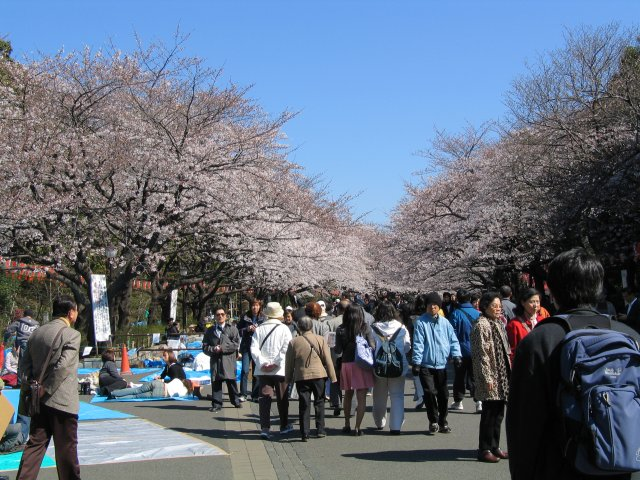
Mensen bij de sakura in het park

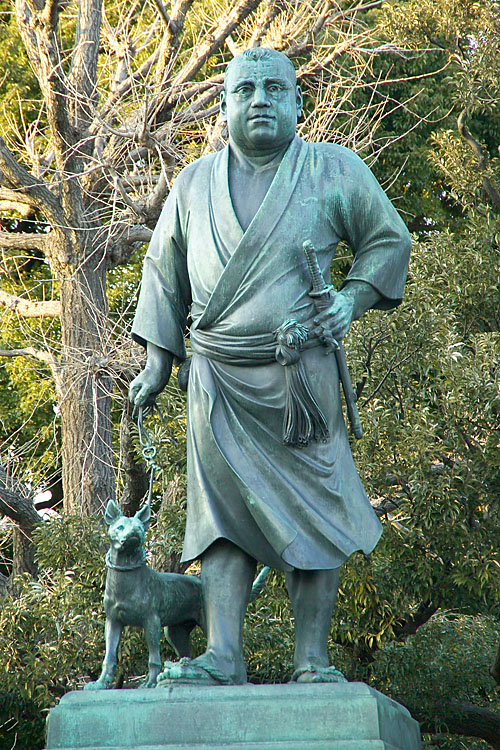
Standbeeld van Takamori Saigo

Het Uenopark (上野公園, Ueno Kōen) is een openbaar park gelegen in het district Ueno van Taito, Tokio.
Het park ligt op de locatie van de voormalige Kan'ei-ji, een tempel die vaak in verband wordt gebracht met de shoguns van het Tokugawa-shogunaat. Zij hadden de tempel laten bouwen om het Edokasteel te bewaken vanuit het noordoosten, wat volgens bijgeloof een ongeluksrichting was. De tempel zelf werd verwoest tijdens de Boshin-oorlog.
Het park werd opgericht in 1924, toen keizer Yoshihito het stuk land voor het park schonk aan Tokio. De officiële naam van het park is Ueno Onshi Kōen (上野恩賜公園), wat te vertalen is als "Ueno keizerlijke geschenk park".
In het park staat onder andere het beroemde bronzen beeld van Takamori Saigo. Ook staat er een borstbeeld van de Nederlandse arts Dr. A.F. Bauduin die veel betekend heeft voor de medische wetenschap in Japan en mede de aanzet heeft gegeven tot het oprichten van het Uenopark nadat het gebied in 1868 in handen was gekomen van de stad Tokio. Door een verwisseling heeft gedurende ongeveer 30 jaar de buste van zijn jonger broer A.J. Bauduin in het park gestaan. In 2006 is de juiste buste van Bauduin geplaatst.
Verder bevinden zich drie musea in het park: het Nationaal museum van Tokio, het Nationaal museum voor natuur en wetenschap en het Nationaal museum voor westerse kunst. Andere bezienswaardigheden in het park zijn een concertzaal, een Toshoguschrijn, de shinobazuvijver met daarin een Benzaïtische schrijn, de Gojoschrijn en de Uenodierentuin. Het park is een populaire toeristische trekpleister en recreatiegebied.